# Марійська література
Марійська література — література народу марі марійською мовою.
Перші письмові тексти марійською мовою (вірші і оди) — були видані в XVIII столітті. Це були роботи по вивченню побуту, історії, що проводилися Російською академією наук. Завдяки зусиллям вчених створювалися багатомовні словники різних народів Росії Г. Міллера, Д. Руднєва-Дамаскина, П. Палласа та ін., в які входили і марійські слова.
Найбільш талановитим письменником дореволюційного періоду був Чавайн Сергій Григорович, який в подальшому зіграв основну роль у розвитку марійської літератури. Його вірш «Ото» («Роща») було написано 2 грудня 1905 року в період навчання в Казанській учительській семінарії. Ця дата офіційно визнана днем народження марійської художньої літератури.
Марійська література просунулася вперед завдяки виданню перших газет марійською мовою: «Война увер» («Військові новини», Вятка, 1915), «Ӱжара» («Зоря», 1917), «Йошкар Кече» («Червоне сонце», 1918), «Марий увер» (Вятка, 1918), «Тул» (Єлабуга, 1920) та ін. у 1927—1932 роках газета «Марий ял» («Марійське село») видавалася в Москві. У 1920-роках стали виникати перші літературно-художні альманахи і журнали «У илыш», «Кыралшы», «Юк», «Арлан ден Кестен».
- У 1925 році було створено Марійське книжкове видавництво.
- У 1926 році вийшов перший номер журналу «У вий» (з 1954 року — «Ончико»).

22 квітня 1926 року в Марійській автономній області пройшли перші в історії марійської літератури обласні організаційні збори марійських і російських письменників під головуванням А. Ешкініна. У Президії зборів працювали А. Ешкінін, С. Краснов-Елнет і інші, в Правлінні — С. Краснов-Елнет, В. Мухін-Сави, Н. Ігнатьєв, П. Карпов-Пунчерський та інші, в ревкоміссіі — М. Шкетан, В. Васильєв та інші. Зокрема, на зборах вирішувалося питання про створення тимчасового правління Марійській асоціації письменників. До складу асоціації на той момент входили В. Мухін-Сави, А. Ешкінін, М. Шкетан, П. Карпов, С. Краснов, А. Савінов-Ечан, І. Бурдаков, І. Агачёв, П. Ланів, А. Васильєв, П. Ягодаров, С. Безбородов.
У 1930 році була утворена Марійська асоціація пролетарських письменників, а з 1934 року почав свою роботу марійський Союз письменників як обласне відділення Спілки письменників СРСР.
1930-ті роки — час становлення в марійській літературі великих прозових форм: були створені повісті та романи М. Шкетана, Шабдар Осипа, C. Чавайна, Я. Ялкайна, Н. Лекайна, Н. Ігнатьєва та інших. З'явилися прозові твори Г. Ефруша, А. Айзенворта, Дим. Орая, А. Мічуріна-Азмекея, також публікували свої вірші поети-фронтовики М. Казаков, С. Вишневський, Макс Майн, Г. Матюковський, Василь Чалай, В. Елмар, Ш. Булат, П. Першут, А. Бик, Й. Осмін та інші.
У число членів Спілки радянських письменників Марійській АРСР в 1939 році входили: С. Ніколаєв, Василь Рожкін, М. Казаков, Дим. Орай, І. Стрельников, А. Айзенворт, Г. Єфруш, Н. Іванов, Н. Лекайн, А. Березін, А. Бик, Василь Елмар, М. Майн, Й. Осмін, І. Танигін, І. Антонов, М. Большаков, В. Чала, Ш. Булат, К. Четкарев, І. Казанцев, К. Бєляєв, В. Сузи, Сорамбай, Г. Лебедєв.